# Spökdjur
Spökdjur, eller vristdjur (Tarsius), är ett släkte i ordningen primater.  Tidigare räknades de som halvapor, men de klassas numera tillsammans med de äkta aporna i underordningen Haplorrhini.  
Tarsius listas ofta som det enda släktet i familjen Tarsiidae och innehåller omkring tio arter. Enligt en studie från 2010 ska två arter flyttas till sina egna släkten.

## Beskrivning
Spökdjurens huvud har ett mycket karakteristiskt utseende med de enorma ögonhålorna, som innefattar de mycket voluminösa ögonen och som är skilda från tinninghålan genom en benig vägg. Huvudet och kroppen hålls upprätt. Frambenen är korta medan bakbenen är starkt förlängda, ungefär som på en groda. Till denna förlängning av bakbenen bidrar även fotens vrist. Båtben och hälben är mycket långa, nästan av underbenens halva längd. Fotens vrist, som heter Tarsus på latin, gav också familjen dess namn. Tack vare fotens byggnad kan de med stor säkerhet hoppande röra sig bland trädgrenarna.   Dess föda består av insekter och små ryggradsdjur. När djuret äter reser det sig upp och håller liksom ekorren födan mellan de främre lemmarna. Spökdjuren är rena nattdjur som sover om dagen, och de enorma ögonen är en uppenbar anpassning till nattseende.  De lever i små familjegrupper om 2-6 individer.  Den naturliga hemvisten är tropisk regnskog, men spökdjur klarar sig även i störda områden, bara det finns tillräckligt med buskage och undervegetation, och de kan ibland påträffas t.o.m. i trädgårdar.
Arterna når en kroppslängd (huvud och bål) av 85 till 160 mm, en svanslängd av 135 till 175 mm och en vikt av 80 till 165 g. Ovansidan är täckt av gulbrun, gråbrun eller mörkbrun päls och undersidans päls är ljusare. Den nästan nakna svansen bär endast några hår vid spetsen. Även arternas tunna öron är nakna. Spökdjur har en motsättlig stortå vid bakfoten och tummen är inte helt motsättlig. För att vårda pälsen har arterna en spetsig klo vid andra och tredje tån och alla andra tår samt fingrar är utrustade med naglar. Spökdjurens tandformel är I 2/1, C 1/1, P 3/3, M 3/3, alltså 34 tänder i hela tanduppsättningen.
Spökdjuren är eftertraktade som husdjur, men detta är synnerligen olämpligt eftersom de är mycket svåra att hålla vid liv i fångenskap, och dessutom är sällsynta eller utrotningshotade i naturen.

## Fortplantning
Spökdjur föder normalt en unge i taget, efter en dräktighetstid på sex månader.  Ungarna föds med päls och med öppna ögon, och kan klättra inom någon dag från födseln. De blir vuxna efter två år.

## Utbredning
Spökdjuren finns idag över stora delar av den sydostasiatiska övärlden, från Sumatra i väster till Samar i öster.  De länder de förekommer i är Filippinerna, Indonesien, Malaysia och Brunei.  Deras utbredningsområde är särskilt intressant därför att det korsar Wallacelinjen, som annars är gräns mellan den asiatiska och australiska faunan.  Idag förekommer spökdjuren bara på öar, men fossil har hittats på Asiens fastland, i Kina och Thailand.

## Arterna
Indelningen i arter är inte helt klarlagd, men IUCN godkänner tio levande arter. Enligt studien från 2010 utgörs spökdjur av följande taxa:
- T. syrichta-gruppen eller släkte Carlito:
  - Filippinskt spökdjur (Tarsius syrichta, syn. T. philippinensis) lever på Filippinerna. Den finns främst på öarna Bohol, Dinagat, Leyte, Samar, Palawan och Mindanao, och har blivit något av en symbol för Bohol där den är relativt vanligt förekommande. Bilden nedan är tagen på Bohol. Det är inte helt självklart att de olika öarnas spökdjur verkligen alla tillhör en enda art. Bevarandestatus: Nära hotad[6]
- T. bancanus-gruppen eller släkte Cephalopachus:
  - Västligt spökdjur Tarsius bancanus lever på Sumatra, Borneo och kringliggande öar. Bevarandestatus: Sårbar[7]
- T. tarsier-gruppen eller släkte Tarsius:
  - Östligt spökdjur (Tarsius tarsier, syn. T. spectrum) är gulgrå med röd anstrykning och uppnår en kroppslängd av 16 centimeter med en svans på 24 centimeter. Den bebor Sulawesi (Celebes) och kringliggande öar.  Bevarandestatus: Sårbar[5]
  - Tarsius dentatus ("dianae") lever också på Sulawesi. Bevarandestatus: Sårbar[8]
  - Tarsius lariang upptäcktes nyligen (2006) på Sulawesi. Bevarandestatus: Kunskapsbrist[9]
  - Tarsius pelengensis har man enbart funnit på Peleng-ön i Indonesien. Bevarandestatus: Starkt hotad[10]
  - Dvärgspökdjur Tarsius pumilus förekommer även den på Sulawesi. Bevarandestatus: Starkt hotad[11]
  - Tarsius sangirensis förekommer på ön Sangir i Indonesien.  Bevarandestatus: Starkt hotad[12]
  - Tarsius tumpara förekommer på ön Siau i Indonesien.  Bevarandestatus: Akut hotad[13]

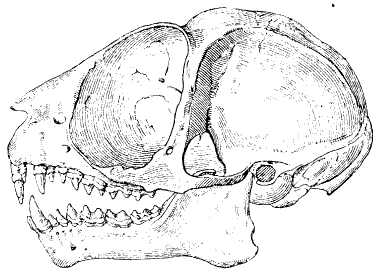
Skalle av Tarsius tarsier. Lägg märke till ögonhålorna.

  - Tarsius wallacei, på Sulawesi

## Spökdjurens fossila historia
Spökdjuren har en lång, men gles, fossil historia.  Äkta spökdjur av släktet Tarsius har nyligen hittats i avlagringar från så långt tillbaka som eocen i Kina.  Vid samma tid fanns även ett stort antal fossila arter inom familjen Omomyidae, som sannolikt är släkt med spökdjuren.  Även från miocen finns spökdjursfossil från Thailand och Pakistan.
Fossila arter:
- Xanthorhysis tabrumi[15]
- Tarsius eocaenus[14]
- Tarsius thailandica[16]
- Hesperotarsius sindhensis[17]